# Wake Up (ClariSの曲)
「Wake Up」（ウェイク・アップ）は、ClariSの5枚目のシングル。2012年8月15日にSME Recordsから発売された。

## 概要
前作「ナイショの話」から約6ヶ月ぶりのリリースとなる2012年2作目のシングル。
表題曲「Wake Up」は、テレビアニメ『もやしもん リターンズ』のオープニングテーマに起用された。本作でデビューからオリコンの週間チャートTOP10内は途切れた。なお期間限定盤のディスクジャケットには無数の菌が描かれている。

## 収録曲

### 通常盤
1. Wake Up [4:13]
  - 作詞・作曲・編曲：丸山真由子
  - テレビアニメ『もやしもん リターンズ』オープニングテーマ
2. 泣かないよ [4:24]
  - 作詞・作曲・編曲：重永亮介
3. a moment [4:52]
  - 作詞：奥村イオン、作曲：佐久間誠、編曲：湯浅篤
4. Wake Up -instrumental-

### アニメ盤（もやしもん盤）
1. Wake Up
2. 泣かないよ
3. a moment
4. Wake Up -TV MIX- [1:33]

## 収録アルバム
| 曲名             | 発売日        | アルバム                                        |
| ---------------- | ------------- | ----------------------------------------------- |
| Wake Up          | 2013年6月26日 | SECOND STORY                                    |
| Wake Up          | 2015年4月15日 | ClariS 〜SINGLE BEST 1st〜                      |
| Wake Up -TV MIX- | 2012年10月3日 | もやしもんリターンズ オリジナルサウンドトラック |